# WVV Wageningen in het seizoen 1964/65
Het seizoen 1964/1965 was het 11e jaar in het bestaan van de Wageningense betaaldvoetbalclub Wageningen. De club kwam uit in de Tweede divisie A en eindigde daarin op de derde plaats. De derde plaats gaf recht op een play-offwedstrijd tegen de nummer drie van divisie B, deze ging met 1–2 verloren. Tevens deed de club mee aan het toernooi om de KNVB beker, hierin werd de club in de derde ronde, na verlenging, uitgeschakeld door Enschedese Boys (1–2).

## Wedstrijdstatistieken

### Tweede divisie A
|       | AGOVV | Cambuur | EDO   | De Graafschap | Haarlem | Heerenveen | Hilversum | PEC   | RCH   | Tubantia | Vitesse | Zaanstreek | ZFC   | Zwartemeer | Zwolsche Boys |
| ----- | ----- | ------- | ----- | ------------- | ------- | ---------- | --------- | ----- | ----- | -------- | ------- | ---------- | ----- | ---------- | ------------- |
| Thuis | 1 – 1 | 1 – 2   | 4 – 2 | 3 – 2         | 5 – 0   | 3 – 0      | 1 – 0     | 1 – 2 | 2 – 2 | 6 – 1    | 3 – 1   | 1 – 1      | 1 – 0 | 1 – 1      | 2 – 1         |
| Uit   | 1 – 2 | 2 – 1   | 3 – 0 | 4 – 1         | 2 – 0   | 4 – 0      | 2 – 6     | 3 – 5 | 2 – 3 | 3 – 0    | 2 – 0   | 0 – 3      | 0 – 0 | 2 – 3      | 1 – 2         |

### Play-offs om plaats 3
| Promotiewedstrijd                                                                       | Wageningen          | 1 – 2 (1 – 1) | Xerxes                            |
| 11 mei 1965 Plaats: Utrecht Galgenwaard Toeschouwers: 8.000 Scheidsrechter: Wim Schalks | Frans van Ernst 44' |               | 8' Martin Snoeck 69' Piet Kriesch |

### KNVB beker
| 1e ronde                                            | Wageningen                               | 2 – 0 (1 – 0)                      | MVV                                             |
| 4 oktober 1964 Plaats: Wageningen Wageningse Berg   | Frans van Ernst 20' Ton van de Weerd 67' |                                    |                                                 |
| 2e ronde                                            | Wageningen                               | 2 – 1 (0 – 1)                      | De Volewijckers                                 |
| 6 december 1964 Plaats: Wageningen Wageningse Berg  | Joop van Viegen 57', 65'                 |                                    | 38' Peter de Ruiter                             |
| 3e ronde                                            | Wageningen                               | 1 – 2 (1 – 0, 1 – 1) Na verlenging | Enschedese Boys                                 |
| 28 februari 1965 Plaats: Wageningen Wageningse Berg | Epi Drost 15'                            |                                    | 71' (e.d.) Eddy Tanis 110' (pen.) Ned Bulatović |

## Statistieken Wageningen 1964/1965

### Eindstand Wageningen in de Nederlandse Tweede divisie 1964 / 1965
| Stand | Gespeeld | Gewonnen | Gelijk | Verloren | Punten | Doelpunten voor | Doelpunten tegen |
| ----- | -------- | -------- | ------ | -------- | ------ | --------------- | ---------------- |
| 2e    | 30       | 16       | 5      | 9        | 37     | 60              | 47               |

### Topscorers
| #                | Naam                          | Goal |
| ---------------- | ----------------------------- | ---- |
| 1.               | Epi Drost                     | 19   |
| 2.               | Joop van Viegen               | 10   |
| 3.               | Geurt Jansen                  | 8    |
| 4.               | Henk Janssen                  | 7    |
| 5.               | Jan van de Bovenkamp          | 4    |
| 5.               | Geert Janssen                 | 4    |
| 7.               | Ton van de Weerd              | 3    |
| 8.               | Gerrit Martens                | 2    |
| 9.               | Frans van Ernst               | 1    |
| 9.               | Eddy Tanis                    | 1    |
| Eigen doelpunten |                               |      |
| –                | Jan Olde Riekerink (Tubantia) | 1    |
| Totaal           | Totaal                        | 60   |

| #      | Naam            | Goal |
| ------ | --------------- | ---- |
| 1.     | Frans van Ernst | 1    |
| Totaal | Totaal          | 1    |

| #      | Naam             | Goal |
| ------ | ---------------- | ---- |
| 1.     | Joop van Viegen  | 2    |
| 2.     | Epi Drost        | 1    |
| 2.     | Frans van Ernst  | 1    |
| 2.     | Ton van de Weerd | 1    |
| Totaal | Totaal           | 5    |